# Scott Lindroth
Scott Lindroth (Cincinnati, 1958) is een Amerikaans componist en muziekpedagoog.

## Levensloop
Lindroth groeide op in de buurt van Fond du Lac. Hij studeerde van 1976 tot 1980 bij Joseph Schwantner en Samuel Adler aan de Eastman School of Music in Rochester en behaalde zijn Bachelor of Music in compositie (1980). Vervolgens studeerde hij bij Jacob Druckman, Bernard Rands en Martin Bresnick aan de Yale-universiteit in New Haven en behaalde zijn Master of Music (1982). Aan deze universiteit voltooide hij ook zijn studies en promoveerde tot Doctor of Musical Arts (1991).
Hij werkt sinds 1990 als docent voor muziektheorie, compositie en elektronische muziek aan de Duke University in Durham. Verder werkte hij als assistent professor in muziek aan de Princeton-universiteit in Princeton. 
Als componist schreef hij werken voor verschillende genres. Hij won de International Society for Contemporary Music (ISCM) National Composers Competition in 1983 en 1988. Zijn werken werden gespeeld door bekende orkesten zoals het Chicago Symphony Orchestra, Philadelphia Orchestra en het New York Philharmonic, maar ook door het Nederlands Blazers Ensemble.

## Composities

### Werken voor orkest
- 1981 rev.1987 A Fire's Bright Song
- 1986 Two Part Invention, voor orkest
- 1988 Stomp, voor kamerorkest
- 1989 Clash and Glitter - Scenes of barbaric splendor, voor orkest
- 1993 January Music, voor orkest
- 1994 Big Band, voor orkest

### Werken voor harmonieorkest
- 2001 Spin Cycle, voor harmonieorkest
- 2010 Passage, voor harmonieorkest

### Muziektheater

#### Toneelmuziek
- 2001-2002 Mao II, elektronische muziek voor een theaterproductie

### Vocale muziek

#### Werken voor koor
- 1984 In the Red Mountains, voor sopraan, alt, tenor, bas en gemengd koor - tekst: William Stanley Merwin

#### Liederen
- 1988 Treatise on tailor's dummies, voor sopraan, dwarsfluit, tenorsaxofoon, basklarinet, fagot, accordeon, piano en slagwerk - tekst: Bruno Schulz
- 1989 In The Middle of The Road, voor alt, altfluit en piano - tekst: Carlos Drummond de Andrade
- 1991 rev.1993 Light, voor mezzosopraan en ensemble (klarinet/basklarinet, viool, cello, piano/celesta en slagwerk (xylofoon/glockenspiel)) - tekst: Hildegard von Bingen
- 1995 The Dolphins, voor sopraan en piano - tekst: Richard Harteis
- 2007 Awaken, voor sopraan, strijkkwartet, sopraansaxofoon, piano, 2 slagwerkers en live elektronica

### Kamermuziek
- 1979 Two pieces, voor altsaxofoon en kamerensemble
- 1984 Chasing the Trane out of Darmstadt, voor tenorsaxofoon en piano
- 1986 Relations to rigor I, voor dwarsfluit, hobo, klarinet in A, fagot, hoorn, 2 trompetten,trombone, piano, slagwerk, 2 violen, altviool, cello en contrabas
- 1986-1987 Relations to rigor II, voor zes instrumenten (piano, dwarsfluit, klarinet, slagwerk, viool, cello) en bandrecorder
- 1990 Duo, voor 2 violen
- 1991 Variation, voor strijkkwartet
- 1993 ...mid the steep sky's commotion, voor koperkwintet
- 1994 Quartet, voor altsaxofoon, piano, marimba en slagwerk
- 1995 Terza Rima, voor hobo en elektronica
- 1996 Glide, voor dwarsfluit, klarinet, fagot, hoorn, harp, slagwerk, viool, altviool en cello
- 1997 Strijkkwartet
- 2007 Azaan, voor sopraansaxofoon, piano 2 slagwerkers en live elektronica

### Werken voor piano
- 1992 Fantasy, voor 2 piano's

### Werken voor slagwerk
- 1997 Small Change, voor 2 marimba
- 2002 Bell Plates, voor slagwerk en elektronische klanken

### Elektronische muziek
- 2002 American Landscape, voor elektronica en video
- 2006 MIXTAPEStry, elektronische muziekinstallatie met dans

### Filmmuziek
- 2011 Teahad
- 2012 System Preferences
- 2012 Shooting an Elephant